# Sites mégalithiques de l'Hérault
Le département de l'Hérault, en France, compte près de 850 sites mégalithiques encore conservés, dont 585 dolmens et 266 pierres dressées ou menhirs qui se répartissent sur 112 communes (soit environ 33% du territoire). Ces monuments sont datés du Néolithique final. Ils témoignent des occupations humaines du territoire, de leurs pratiques funéraires et de leurs croyances. Six monuments bénéficient d'une protection au titre de Monument Historique. Il s'agit des dolmens de Coste-Rouge et du Belvédère (Soumont), du dolmen du Lamalou (Rouet), du dolmen de la Cigalière (Cesseras), du dolmen des Bois Bas (Minerve) et du Dolmen de Bruneau (Minerve). Le département possède aussi 26 statues-menhirs dont 17 en Haut-Languedoc (sous-groupe du Rouergue/Haut-Languedoc) et 9 en Bas-Languedoc (sous-groupe du Pic Saint-Loup).

## Répartition géographique
| \| Montpellier Béziers Lodève \| Répartition géographique des mégalithes. · : dolmen - : menhir - : autre site mégalithique |
| Montpellier Béziers Lodève                                                                                                  |

## Inventaire
| Monument                                 | Commune                                                                         | Remarque                                                                 | Protection                                           | Coordonnées                                                                         | Illustration                       |
| ---------------------------------------- | ------------------------------------------------------------------------------- | ------------------------------------------------------------------------ | ---------------------------------------------------- | ----------------------------------------------------------------------------------- | ---------------------------------- |
| Peyre Plantade                           | Adissan                                                                         | menhir                                                                   |                                                      |                                                                                     |                                    |
| Dolmen de Saint-Micisse                  | Agonès                                                                          |                                                                          |                                                      | 43° 54′ 33″ N, 3° 43′ 50″ E                                                         |                                    |
| Dolmen du Bois de la Sourde              | Arboras                                                                         |                                                                          |                                                      | 43° 43′ 24″ N, 3° 28′ 46″ E                                                         |                                    |
| Menhir du Bois de la Sourde              | Arboras                                                                         |                                                                          |                                                      | 43° 43′ 35″ N, 3° 28′ 24″ E                                                         |                                    |
| Menhir de la Côte d'Arboras              | Arboras                                                                         |                                                                          |                                                      | 43° 44′ 09″ N, 3° 28′ 00″ E                                                         |                                    |
| Dolmen d'Argelliers                      | Argelliers                                                                      |                                                                          |                                                      | 43° 41′ 17″ N, 3° 42′ 07″ E                                                         |                                    |
| Dolmen de Boscorre                       | Argelliers                                                                      |                                                                          |                                                      | 43° 42′ 30″ N, 3° 38′ 41″ E                                                         |                                    |
| Dolmen de Cantagrils                     | Argelliers                                                                      |                                                                          |                                                      | 43° 42′ 54″ N, 3° 43′ 21″ E                                                         |                                    |
| Dolmen de la Combe du Rat                | Argelliers                                                                      |                                                                          |                                                      | 43° 45′ 18″ N, 3° 39′ 02″ E                                                         |                                    |
| Dolmen du Lac Rouge                      | Argelliers                                                                      |                                                                          |                                                      | 43° 44′ 52″ N, 3° 39′ 58″ E                                                         |                                    |
| Dolmen du Mas Andrieu                    | Argelliers                                                                      |                                                                          |                                                      | 43° 44′ 39″ N, 3° 38′ 58″ E                                                         |                                    |
| Dolmen du Mas de Cournon                 | Argelliers                                                                      |                                                                          |                                                      | 43° 44′ 19″ N, 3° 39′ 13″ E                                                         |                                    |
| Dolmen du Signal de Puechabon            | Argelliers                                                                      |                                                                          |                                                      | 43° 44′ 32″ N, 3° 38′ 11″ E                                                         |                                    |
| Dolmen de la Tourelle                    | Argelliers                                                                      |                                                                          |                                                      | 43° 43′ 22″ N, 3° 39′ 37″ E                                                         |                                    |
| Menhir de Cantagrils                     | Argelliers                                                                      |                                                                          |                                                      | 43° 42′ 57″ N, 3° 43′ 16″ E                                                         |                                    |
| Dolmen du Bois de Monsieur,              | Assignan                                                                        |                                                                          |                                                      | 43° 23′ 54″ N, 2° 52′ 39″ E                                                         |                                    |
| Dolmen de Cassole                        | Aumelas                                                                         |                                                                          |                                                      | 43° 35′ 45″ N, 3° 37′ 10″ E                                                         |                                    |
| Dolmen du Conseil                        | Aumelas                                                                         |                                                                          |                                                      | 43° 34′ 19″ N, 3° 35′ 56″ E                                                         |                                    |
| Dolmens de Lamouroux                     | Aumelas                                                                         |                                                                          |                                                      | 43° 35′ 02″ N, 3° 38′ 57″ E                                                         |                                    |
| Dolmens du Mont Haut                     | Aumelas                                                                         |                                                                          |                                                      | 43° 36′ 12″ N, 3° 38′ 56″ E                                                         |                                    |
| Dolmens du Mas de Sainton                | Aumelas                                                                         |                                                                          |                                                      | 43° 34′ 01″ N, 3° 37′ 58″ E                                                         |                                    |
| Menhir des Chênes                        | Aumelas                                                                         |                                                                          |                                                      | 43° 34′ 44″ N, 3° 37′ 25″ E                                                         |                                    |
| Menhir du Grand Puech                    | Aumelas                                                                         |                                                                          |                                                      | 43° 34′ 17″ N, 3° 37′ 40″ E                                                         |                                    |
| Statue-menhir de Rouvignac               | Avène                                                                           |                                                                          | conservée dans le dépôt de fouille de Villemagne     |                                                                                     |                                    |
| Menhir du Pioch de Roumanis              | Balaruc-les-Bains                                                               |                                                                          |                                                      | 43° 27′ 31″ N, 3° 42′ 36″ E                                                         | Menhir du Pioch de Roumanis        |
| Tombe de Coste Rouge                     | Beaufort                                                                        |                                                                          |                                                      |                                                                                     |                                    |
| Peiro Lévado des Albières                | Berlou                                                                          | menhir                                                                   |                                                      | 43° 30′ 06″ N, 2° 55′ 40″ E                                                         |                                    |
| Sépulture mégalithique de Cabrials       | Béziers                                                                         |                                                                          |                                                      |                                                                                     |                                    |
| Dolmen du Pigeonnier de Sallèles         | Le Bosc                                                                         |                                                                          | ruiné                                                | 43° 41′ 18″ N, 3° 25′ 00″ E                                                         |                                    |
| Sépulture du Mas Laveyre                 | Le Bosc                                                                         |                                                                          |                                                      |                                                                                     |                                    |
| Dolmens de Roucayrol                     | Brissac                                                                         |                                                                          |                                                      | 43° 51′ 41″ N, 3° 40′ 37″ E                                                         |                                    |
| Menhir du Col de la Cire                 | Brissac                                                                         |                                                                          |                                                      | 43° 54′ 22″ N, 3° 41′ 53″ E                                                         |                                    |
| Menhirs de Caizergues                    | Brissac                                                                         | 2 menhirs                                                                |                                                      | 43° 54′ 31″ N, 3° 42′ 32″ E                                                         |                                    |
| Tombeaux celtiques                       | Brissac                                                                         | dolmens                                                                  |                                                      | 43° 52′ 32″ N, 3° 41′ 31″ E                                                         |                                    |
| Statue-menhir de Foumendouïre            | Cambon-et-Salvergues                                                            |                                                                          | conservée au musée du Biterrois                      |                                                                                     |                                    |
| Statue-menhir de Salverguettes           | Cambon-et-Salvergues                                                            |                                                                          |                                                      | copie : 43° 38′ 13″ N, 2° 54′ 14″ E                                                 | Statue-menhir de Salverguettes     |
| Dolmen de la Garrigue                    | La Caunette                                                                     |                                                                          |                                                      | 43° 22′ 30″ N, 2° 46′ 44″ E                                                         |                                    |
| Dolmen de Brunet                         | Causse-de-la-Selle                                                              |                                                                          |                                                      | 43° 49′ 19″ N, 3° 38′ 46″ E                                                         |                                    |
| Dolmen des Devezasses                    | Causse-de-la-Selle                                                              |                                                                          |                                                      | 43° 49′ 44″ N, 3° 39′ 27″ E                                                         |                                    |
| Dolmen de Mastarguet                     | Causse-de-la-Selle                                                              |                                                                          |                                                      | 43° 47′ 49″ N, 3° 37′ 24″ E                                                         |                                    |
| Dolmens de Moustachou                    | Causse-de-la-Selle                                                              |                                                                          |                                                      | 43° 47′ 59″ N, 3° 37′ 24″ E                                                         |                                    |
| Dolmen de Plaine de Bertrand             | Causse-de-la-Selle                                                              |                                                                          |                                                      | 43° 49′ 02″ N, 3° 38′ 28″ E                                                         |                                    |
| Menhir de La Grange                      | Causse-de-la-Selle                                                              |                                                                          |                                                      | 43° 48′ 56″ N, 3° 39′ 37″ E                                                         |                                    |
| Menhir de Tampo                          | Causse-de-la-Selle                                                              |                                                                          |                                                      | 43° 48′ 40″ N, 3° 39′ 51″ E                                                         |                                    |
| Menhirs de l'Agast                       | Causse-de-la-Selle                                                              | 2 menhirs                                                                |                                                      |                                                                                     |                                    |
| Peyreficade                              | Caux                                                                            |                                                                          |                                                      | 43° 31′ 45″ N, 3° 22′ 17″ E                                                         | Peyreficade                        |
| Dolmens du Mas d'Aussel                  | Le Caylar                                                                       | 4 dolmens                                                                |                                                      | 43° 53′ 21″ N, 3° 19′ 11″ E                                                         |                                    |
| Dolmens du mont Lavagnès                 | Le Caylar                                                                       | 8 dolmens                                                                |                                                      | 43° 53′ 02″ N, 3° 19′ 23″ E                                                         |                                    |
| Dolmen de Peyre Bertrand                 | Le Caylar                                                                       |                                                                          |                                                      | 43° 52′ 09″ N, 3° 20′ 06″ E                                                         |                                    |
| Dolmen du Theil                          | Le Caylar                                                                       |                                                                          |                                                      | 43° 51′ 41″ N, 3° 19′ 54″ E                                                         |                                    |
| Menhir de Clarissac                      | Le Caylar                                                                       | détrui                                                                   |                                                      |                                                                                     |                                    |
| Menhir de Limonesque                     | Le Caylar                                                                       |                                                                          |                                                      | 43° 53′ 06″ N, 3° 20′ 08″ E                                                         |                                    |
| Menhir de Servières                      | Le Caylar                                                                       |                                                                          |                                                      |                                                                                     |                                    |
| Menhir du monts Lavagnès                 | Le Caylar                                                                       |                                                                          |                                                      | 43° 53′ 06″ N, 3° 19′ 39″ E                                                         |                                    |
| Menhirs de la Combe-Azémar               | Le Caylar                                                                       | 2 menhirs                                                                |                                                      | 43° 51′ 54″ N, 3° 16′ 55″ E                                                         |                                    |
| Peyre Plantade                           | Le Caylar                                                                       | menhir                                                                   |                                                      | 43° 52′ 46″ N, 3° 17′ 14″ E                                                         |                                    |
| Dolmen du Grand Juyan de la Figarède,    | Cazevieille                                                                     | autre nom dolmen de Rivière-Torte                                        |                                                      | 43° 45′ 00″ N, 3° 48′ 48″ E                                                         |                                    |
| Dolmen du Bois de l'Olivier              | Cazevieille                                                                     |                                                                          |                                                      |                                                                                     |                                    |
| Dolmen de Roubiac                        | Cazevieille                                                                     |                                                                          |                                                      | 43° 45′ 35″ N, 3° 47′ 13″ E                                                         |                                    |
| Dolmens de la Limite                     | Cazevieille Mas-de-Londres                                                      | 2 dolmens                                                                |                                                      | 43° 45′ 29″ N, 3° 45′ 31″ E 43° 45′ 24″ N, 3° 45′ 31″ E                             | Dolmen de la Limite 2              |
| Dolmens de Sauzet                        | Cazevieille                                                                     | 2 dolmens                                                                |                                                      | 43° 45′ 54″ N, 3° 46′ 20″ E                                                         |                                    |
| Grand Juyan de Roubiac                   | Cazevieille                                                                     | dolmen                                                                   |                                                      | 43° 45′ 19″ N, 3° 47′ 16″ E                                                         | Grand Juyan de Roubiac             |
| Menhir du Puech de Caucaliès             | Cazevieille                                                                     |                                                                          |                                                      | 43° 45′ 25″ N, 3° 46′ 18″ E                                                         |                                    |
| Statue-menhir de Sylvie                  | Cazevieille                                                                     |                                                                          |                                                      |                                                                                     |                                    |
| Dolmen de Cazilhac                       | Cazilhac                                                                        |                                                                          |                                                      | 43° 55′ 22″ N, 3° 41′ 43″ E                                                         |                                    |
| Menhir du Col-de-la-Cyre                 | Cazilhac                                                                        |                                                                          |                                                      | 43° 54′ 22″ N, 3° 41′ 53″ E                                                         |                                    |
| Menhirs de Caizergues                    | Cazilhac                                                                        | 2 menhirs                                                                |                                                      | 43° 54′ 31″ N, 3° 42′ 32″ E                                                         |                                    |
| Menhir de Roque Blanque                  | Cazouls-lès-Béziers                                                             |                                                                          |                                                      | 43° 24′ 36″ N, 3° 03′ 29″ E                                                         | Menhir de Roque Blanque            |
| Dolmen de la Guerlio                     | Cébazan                                                                         |                                                                          |                                                      |                                                                                     |                                    |
| Dolmen de Montmajou                      | Cébazan                                                                         |                                                                          |                                                      | 43° 23′ 52″ N, 2° 57′ 30″ E                                                         |                                    |
| Dolmens de Lugné                         | Cessenon-sur-Orb                                                                | 2 dolmens                                                                |                                                      |                                                                                     |                                    |
| Dolmen de la Cigalière                   | Cesseras                                                                        | autre nom dolmen de Balsabé                                              | Classé MH (1981)                                     | 43° 20′ 07″ N, 2° 43′ 17″ E                                                         | Dolmen de la Cigalière             |
| Dolmen de Capucin                        | Claret                                                                          |                                                                          |                                                      | 43° 50′ 09″ N, 3° 51′ 12″ E                                                         |                                    |
| Dolmen des Chênes Verts                  | Claret                                                                          |                                                                          |                                                      | 43° 51′ 09″ N, 3° 50′ 54″ E                                                         |                                    |
| Dolmen de la Mare des Faïsses            | Claret                                                                          |                                                                          |                                                      | 43° 51′ 19″ N, 3° 50′ 54″ E                                                         |                                    |
| Dolmen du Puech Auroux                   | Claret                                                                          |                                                                          |                                                      | 43° 51′ 47″ N, 3° 50′ 30″ E                                                         |                                    |
| Dolmens du Mas Neuf                      | Claret                                                                          | 3 dolmens                                                                |                                                      | 43° 51′ 12″ N, 3° 51′ 47″ E                                                         | Dolmen A                           |
| Menhir du Ranq                           | Claret                                                                          |                                                                          |                                                      | 43° 52′ 15″ N, 3° 54′ 18″ E                                                         | Menhir du Ranq                     |
| Dolmens de Madalet                       | Colombières-sur-Orb                                                             |                                                                          |                                                      | 43° 35′ 14″ N, 3° 01′ 22″ E                                                         |                                    |
| Dolmens de Seillols                      | Colombières-sur-Orb                                                             | 3 dolmens                                                                |                                                      | 43° 35′ 16″ N, 3° 00′ 51″ E                                                         |                                    |
| Coffres mégalithiques de Caissanole      | Combes                                                                          | 5 coffres                                                                |                                                      | 43° 36′ 27″ N, 3° 01′ 50″ E                                                         |                                    |
| Coffres mégalithiques de Caissanole      | Combes                                                                          | 5 coffres                                                                | 43° 36′ 11″ N, 3° 01′ 44″ E                          |                                                                                     |                                    |
| Dolmen de Madale                         | Combes                                                                          |                                                                          |                                                      | 43° 36′ 46″ N, 3° 01′ 47″ E                                                         |                                    |
| Dolmens du Vernet                        | Combes                                                                          |                                                                          |                                                      | 43° 35′ 33″ N, 3° 01′ 50″ E                                                         |                                    |
| Menhir du Briol                          | Courniou                                                                        |                                                                          |                                                      | 43° 30′ 56″ N, 2° 39′ 57″ E                                                         | Menhir du Briol                    |
| Menhir du Rocadel                        | Courniou                                                                        | autre nom menhir du Picarel                                              |                                                      | 43° 29′ 32″ N, 2° 40′ 51″ E                                                         | Menhir du Rocadel                  |
| Dolmen et menhirs de Calmels             | Le Cros                                                                         | 1 dolmen, 2 menhirs                                                      | ruiné                                                |                                                                                     |                                    |
| Dolmen et menhir de Corombel             | Le Cros                                                                         |                                                                          | ruiné                                                | 43° 53′ 42″ N, 3° 22′ 40″ E43° 53′ 32″ N, 3° 22′ 22″ E                              |                                    |
| Dolmen des Sotchs                        | Le Cros                                                                         |                                                                          | ruiné                                                | 43° 52′ 34″ N, 3° 21′ 47″ E                                                         |                                    |
| Dolmens des Valachs                      | Le Cros                                                                         | 2 dolmens                                                                |                                                      |                                                                                     |                                    |
| Dolmens du Mont Estremal                 | Le Cros                                                                         | 2 dolmens                                                                |                                                      | 43° 52′ 17″ N, 3° 20′ 42″ E                                                         |                                    |
| Dolmens du Pas de Larquet                | Le Cros                                                                         | 2 dolmens                                                                | détruits                                             |                                                                                     |                                    |
| Dolmens du Saut du Lièvre                | Le Cros, Pégairolles-de-l'Escalette, Saint-Michel-d'Alajou                      | 4 dolmens                                                                |                                                      |                                                                                     |                                    |
| Menhir de Couvarels                      | Le Cros                                                                         |                                                                          | ruiné                                                | 43° 53′ 19″ N, 3° 20′ 55″ E                                                         |                                    |
| Menhir de l'Aramount                     | Le Cros                                                                         |                                                                          | dispar                                               |                                                                                     |                                    |
| Menhir du Camp de Colle                  | Le Cros                                                                         |                                                                          |                                                      |                                                                                     |                                    |
| Menhirs du Rajolas                       | Le Cros                                                                         | 3 menhirs,                                                               | ruinés                                               | 43° 51′ 51″ N, 3° 23′ 08″ E                                                         |                                    |
| Pierre Plantée                           | Le Cros                                                                         | menhir                                                                   |                                                      |                                                                                     |                                    |
| Dolmen de la Serre Pascale               | Cruzy                                                                           |                                                                          |                                                      | 43° 22′ 12″ N, 2° 55′ 26″ E                                                         |                                    |
| Dolmens de la Serre des Balmes           | Cruzy                                                                           |                                                                          |                                                      | 43° 21′ 39″ N, 2° 55′ 40″ E                                                         |                                    |
| Dolmens de Bel-Soleil                    | Félines-Minervois                                                               |                                                                          |                                                      | 43° 21′ 33″ N, 2° 34′ 45″ E                                                         |                                    |
| Dolmen de Combe Lignières                | Félines-Minervois                                                               |                                                                          |                                                      | 43° 21′ 12″ N, 2° 37′ 27″ E                                                         |                                    |
| Menhir de Bel-Soleil                     | Félines-Minervois                                                               |                                                                          |                                                      | 43° 21′ 27″ N, 2° 34′ 51″ E                                                         |                                    |
| Dolmen de Baume                          | Ferrières-les-Verreries                                                         |                                                                          |                                                      | 43° 51′ 51″ N, 3° 49′ 29″ E                                                         |                                    |
| Dolmens de Bouisset                      | Ferrières-les-Verreries                                                         | 4 dolmens                                                                |                                                      | 43° 51′ 43″ N, 3° 49′ 43″ E                                                         |                                    |
| Dolmen de Ferrières                      | Ferrières-les-Verreries                                                         |                                                                          |                                                      | 43° 52′ 23″ N, 3° 48′ 22″ E                                                         | Dolmens de Ferrières               |
| Nécropole de Serre de Bouisset           | Ferrières-les-Verreries                                                         | 2 statues-menhirs,                                                       | conservées à la société archéologique de Montpellier | 43° 51′ 35″ N, 3° 49′ 55″ E                                                         |                                    |
| Dolmen de Peyreficade                    | Fontès                                                                          |                                                                          |                                                      | 43° 31′ 56″ N, 3° 22′ 12″ E                                                         |                                    |
| Menhir du Col de la Bole                 | Fraisse-sur-Agout                                                               |                                                                          |                                                      | 43° 36′ 04″ N, 2° 44′ 34″ E                                                         |                                    |
| Menhir de Picarel,                       | Fraisse-sur-Agout                                                               |                                                                          |                                                      | 43° 35′ 39″ N, 2° 47′ 56″ E                                                         | Menhir de Picarel                  |
| Statue-menhir de Cambaissy               | Fraisse-sur-Agout                                                               |                                                                          | Inscrit MH (2015)                                    | 43° 36′ 17″ N, 2° 46′ 35″ E                                                         |                                    |
| Statue-menhir du Col de la Frajure       | Fraisse-sur-Agout                                                               |                                                                          | Inscrit MH (2015)                                    |                                                                                     |                                    |
| Statue-menhir de la Combe Basse          | Fraisse-sur-Agout                                                               |                                                                          | détruite                                             |                                                                                     |                                    |
| Statue-menhir de la Croix de Romieu      | Fraisse-sur-Agout                                                               |                                                                          | disparue                                             |                                                                                     |                                    |
| Statue-menhir des Fontanelles            | Fraisse-sur-Agout                                                               |                                                                          | conservée chez son propriétaire                      |                                                                                     |                                    |
| Statue-menhir de Naujac                  | Fraisse-sur-Agout                                                               |                                                                          |                                                      |                                                                                     |                                    |
| Statue-menhir de Pomarède                | Fraisse-sur-Agout                                                               |                                                                          | Inscrit MH (2015)                                    | 43° 36′ 21″ N, 2° 47′ 53″ E                                                         |                                    |
| Dolmen de la Coste                       | Frontignan                                                                      |                                                                          |                                                      | 43° 27′ 29″ N, 3° 44′ 28″ E                                                         | Dolmen de la Coste                 |
| Menhir de la Pierre Plantée              | Gigean                                                                          |                                                                          | brisé en deux parties                                | 43° 29′ 25″ N, 3° 43′ 40″ E                                                         | Menhir de la Pierre Plantée        |
| Dolmen de l'Homme Mort                   | Joncels                                                                         |                                                                          |                                                      | 43° 46′ 21″ N, 3° 09′ 31″ E                                                         |                                    |
| Dolmen de la Planquette                  | Joncels                                                                         |                                                                          |                                                      |                                                                                     |                                    |
| Peyraube                                 | Jonquières                                                                      | menhir                                                                   |                                                      |                                                                                     |                                    |
| Dolmen de l'Aven Pérasse                 | Laroque                                                                         |                                                                          |                                                      | 43° 55′ 13″ N, 3° 43′ 56″ E                                                         |                                    |
| Dolmen de Viastre                        | Lauret                                                                          |                                                                          |                                                      | 43° 49′ 25″ N, 3° 52′ 03″ E                                                         |                                    |
| Dolmen de Lavalette                      | Lavalette                                                                       |                                                                          |                                                      | 43° 41′ 33″ N, 3° 15′ 45″ E                                                         |                                    |
| Dolmens du Mas Trinquier                 | Lavalette                                                                       | 2 dolmens                                                                |                                                      | 43° 41′ 42″ N, 3° 15′ 49″ E                                                         |                                    |
| Menhir des Moulières                     | Lavalette                                                                       |                                                                          |                                                      | 43° 42′ 20″ N, 3° 15′ 45″ E                                                         |                                    |
| Pierre de la Sûre                        | Liausson                                                                        | menhir                                                                   |                                                      |                                                                                     |                                    |
| Coffre mégalithique de la Combe-Marie    | La Livinière                                                                    |                                                                          |                                                      | 43° 21′ 02″ N, 2° 38′ 12″ E                                                         |                                    |
| Dolmen de la Combe-Violon                | La Livinière                                                                    |                                                                          |                                                      | 43° 20′ 53″ N, 2° 37′ 47″ E                                                         |                                    |
| Dolmen de Lauriol                        | La Livinière                                                                    |                                                                          |                                                      | 43° 21′ 15″ N, 2° 38′ 54″ E                                                         |                                    |
| Dolmen de Puech Monier                   | Loupian                                                                         |                                                                          |                                                      | 43° 28′ 37″ N, 3° 37′ 58″ E                                                         |                                    |
| Menhir de Puech Monier                   | Loupian                                                                         |                                                                          |                                                      | 43° 28′ 36″ N, 3° 37′ 58″ E                                                         |                                    |
| Menhir de Lubac                          | Mas-de-Londres                                                                  |                                                                          |                                                      | 43° 46′ 26″ N, 3° 45′ 43″ E                                                         |                                    |
| Dolmen de la Croix de Valène             | Les Matelles                                                                    |                                                                          |                                                      | 43° 44′ 01″ N, 3° 47′ 19″ E                                                         |                                    |
| Tombe du Bois de Martin                  | Les Matelles                                                                    |                                                                          |                                                      | 43° 44′ 31″ N, 3° 47′ 13″ E                                                         |                                    |
| Menhir de Mauguio                        | Mauguio                                                                         |                                                                          |                                                      |                                                                                     |                                    |
| Menhir du Mas Canet                      | Mérifons                                                                        |                                                                          |                                                      | 43° 37′ 28″ N, 3° 16′ 26″ E                                                         |                                    |
| Dolmens de Brunan                        | Minerve                                                                         | 6 dolmens autre nom dolmens des Lacs,                                    | Classé MH (1889)                                     | 43° 22′ 01″ N, 2° 42′ 53″ E                                                         |                                    |
| Dolmens des Bois Bas                     | Minerve                                                                         | 15 dolmens                                                               |                                                      | 43° 21′ 41″ N, 2° 41′ 01″ E                                                         |                                    |
| Dolmens du Bouys                         | Minerve                                                                         | 4 dolmens                                                                |                                                      | 43° 22′ 04″ N, 2° 41′ 51″ E                                                         |                                    |
| Dolmens et menhirs du Causse de Coupiat  | Minerve                                                                         | 2 dolmens, 1 tombe autre nom dolmens de Mayrannes                        |                                                      | 43° 21′ 39″ N, 2° 45′ 33″ E 43° 21′ 54″ N, 2° 45′ 21″ E                             |                                    |
| Dolmens et menhirs du Causse de Coupiat  | Minerve                                                                         | 3 menhirs                                                                |                                                      | 43° 21′ 46″ N, 2° 45′ 33″ E 43° 21′ 49″ N, 2° 45′ 39″ E                             |                                    |
| Menhir de Montoulieu,                    | Montoulieu                                                                      |                                                                          |                                                      | 43° 55′ 38″ N, 3° 47′ 25″ E                                                         |                                    |
| Statue-menhir des Vidals                 | Montpellier                                                                     |                                                                          |                                                      | 43° 38′ 33″ N, 3° 52′ 43″ E                                                         |                                    |
| Dolmen de Cocalières                     | Montpeyroux                                                                     |                                                                          |                                                      |                                                                                     |                                    |
| Dolmen du Col de Cocalières              | Montpeyroux                                                                     |                                                                          |                                                      | 43° 42′ 35″ N, 3° 29′ 56″ E                                                         |                                    |
| Dolmen de Roquecourbe                    | Montpeyroux                                                                     |                                                                          |                                                      | 43° 42′ 46″ N, 3° 30′ 57″ E                                                         |                                    |
| Mégalithes de la Croix de l'Yeuse        | Montpeyroux                                                                     | autre nom mégalithes de la Font du Griffe 5 dolmens, 1 tumulus, 1 menhir |                                                      | 43° 42′ 43″ N, 3° 29′ 37″ E 43° 42′ 35″ N, 3° 29′ 38″ E 43° 42′ 30″ N, 3° 29′ 51″ E | Dolmen no 1 de la Croix de l'Yeuse |
| Menhir du Bois de la Sourde              | Montpeyroux                                                                     |                                                                          |                                                      |                                                                                     |                                    |
| Dolmen et menhirs de Ginestous           | Moulès-et-Baucels                                                               | 1 dolmen, 9 menhirs,                                                     |                                                      | 43° 57′ 07″ N, 3° 45′ 57″ E                                                         |                                    |
| Dolmen de Patus                          | Moulès-et-Baucels                                                               | autre nom dolmen de la Jasse-de-Seguin,                                  |                                                      | 43° 57′ 22″ N, 3° 44′ 04″ E                                                         |                                    |
| Menhir de l'Hubac,                       | Moulès-et-Baucels                                                               |                                                                          |                                                      | 43° 56′ 39″ N, 3° 47′ 30″ E                                                         |                                    |
| Menhirs de Blancardy                     | Moulès-et-Baucels                                                               | 2 menhirs, 1 disparu                                                     |                                                      | 43° 56′ 14″ N, 3° 46′ 31″ E                                                         |                                    |
| Pierre Droite de l'Ouïsse                | Mourèze                                                                         | menhir                                                                   |                                                      | 43° 38′ 05″ N, 3° 20′ 33″ E                                                         |                                    |
| Dolmen de la Jasse                       | Murles                                                                          |                                                                          |                                                      | 43° 43′ 26″ N, 3° 46′ 43″ E                                                         |                                    |
| Dolmen du Mas de Perri                   | Murles                                                                          |                                                                          |                                                      | 43° 40′ 11″ N, 3° 44′ 46″ E                                                         |                                    |
| Dolmen de Tribes                         | Murles                                                                          |                                                                          |                                                      |                                                                                     |                                    |
| Dolmens de la Caissa-dels- Morts         | Murles                                                                          | autre nom dolmens de Las Cans                                            |                                                      | 43° 42′ 26″ N, 3° 45′ 57″ E 43° 42′ 23″ N, 3° 45′ 44″ E                             |                                    |
| Menhir de la combe Louvatière            | Murles                                                                          |                                                                          |                                                      | 43° 42′ 07″ N, 3° 45′ 17″ E                                                         |                                    |
| Menhir du Roc de Ratel,                  | Murles                                                                          |                                                                          |                                                      | 43° 42′ 48″ N, 3° 45′ 32″ E                                                         |                                    |
| Dolmen de la Caumette                    | Notre-Dame-de-Londres                                                           |                                                                          |                                                      | 43° 49′ 44″ N, 3° 45′ 55″ E                                                         |                                    |
| Dolmens de la Matte                      | Notre-Dame-de-Londres                                                           | 2 dolmens                                                                |                                                      | 43° 50′ 15″ N, 3° 45′ 19″ E                                                         |                                    |
| Dolmens de Ricome                        | Notre-Dame-de-Londres                                                           | 4 dolmens                                                                |                                                      | 43° 49′ 16″ N, 3° 45′ 15″ E                                                         |                                    |
| Dolmens de Toucou                        | Octon                                                                           | 11 dolmens                                                               | Classé MH (1956)                                     | 43° 40′ 26″ N, 3° 17′ 50″ E                                                         |                                    |
| Menhir de Basse                          | Octon                                                                           |                                                                          |                                                      | 43° 39′ 23″ N, 3° 16′ 35″ E                                                         |                                    |
| Menhir de Carols                         | Octon                                                                           |                                                                          |                                                      | 43° 39′ 55″ N, 3° 18′ 41″ E                                                         |                                    |
| Menhir de Lacade,                        | Octon                                                                           |                                                                          |                                                      | 43° 40′ 20″ N, 3° 17′ 52″ E                                                         |                                    |
| Menhir des Lavagnes                      | Pégairolles-de-Buèges                                                           |                                                                          |                                                      | 43° 46′ 24″ N, 3° 32′ 05″ E                                                         |                                    |
| Menhir du Pas du Laret                   | Pégairolles-de-Buèges                                                           |                                                                          |                                                      | 43° 48′ 19″ N, 3° 33′ 45″ E                                                         | Menhir du Pas du Laret             |
| Menhir de la Sauvie                      | Pégairolles-de-Buèges                                                           |                                                                          |                                                      | 43° 51′ 03″ N, 3° 36′ 27″ E                                                         |                                    |
| Cromlechs de Puech Doussieu              | Pégairolles-de-l'Escalette                                                      | 3 cercles de pierre                                                      |                                                      |                                                                                     |                                    |
| Dolmen de Barasquettes                   | Pégairolles-de-l'Escalette                                                      |                                                                          |                                                      | 43° 49′ 58″ N, 3° 21′ 01″ E                                                         |                                    |
| Dolmen de Murène                         | Pégairolles-de-l'Escalette                                                      |                                                                          |                                                      | 43° 47′ 18″ N, 3° 18′ 45″ E                                                         |                                    |
| Dolmen de Pégairolles de l'Escalette     | Pégairolles-de-l'Escalette                                                      |                                                                          |                                                      | 43° 48′ 11″ N, 3° 18′ 52″ E                                                         |                                    |
| Dolmen de Puech Doussieu                 | Pégairolles-de-l'Escalette                                                      |                                                                          |                                                      | 43° 48′ 57″ N, 3° 20′ 31″ E                                                         |                                    |
| Dolmen du Puech Fulcran                  | Pégairolles-de-l'Escalette                                                      |                                                                          |                                                      | 43° 50′ 55″ N, 3° 22′ 11″ E                                                         |                                    |
| Menhir de Camp Rouch                     | Pégairolles-de-l'Escalette                                                      |                                                                          |                                                      |                                                                                     |                                    |
| Menhir du Saut du Lièvre                 | Pégairolles-de-l'Escalette                                                      |                                                                          |                                                      | 43° 50′ 52″ N, 3° 22′ 09″ E                                                         |                                    |
| Menhirs du Mas Caylar                    | Pégairolles-de-l'Escalette                                                      | 2 menhirs                                                                |                                                      | 43° 48′ 04″ N, 3° 17′ 59″ E                                                         |                                    |
| Menhirs de Puech Doussieu                | Pégairolles-de-l'Escalette                                                      | 3 menhirs                                                                |                                                      |                                                                                     |                                    |
| Dolmen des Roudanergues,                 | Pézènes-les-Mines                                                               |                                                                          |                                                      | 43° 36′ 45″ N, 3° 14′ 21″ E                                                         |                                    |
| Dolmens du Grézac                        | Les Plans                                                                       |                                                                          |                                                      | 43° 45′ 33″ N, 3° 17′ 27″ E                                                         |                                    |
| Menhir du Perthus                        | Les Plans                                                                       |                                                                          |                                                      | 43° 46′ 40″ N, 3° 15′ 16″ E                                                         |                                    |
| Menhir de la Quille                      | Les Plans                                                                       |                                                                          |                                                      | 43° 45′ 31″ N, 3° 14′ 32″ E                                                         |                                    |
| Dolmen de Gallardet                      | Le Pouget                                                                       |                                                                          |                                                      | 43° 35′ 12″ N, 3° 30′ 36″ E                                                         | Dolmen de Gallardet                |
| Pierre de Soumont                        | Lodève                                                                          |                                                                          |                                                      |                                                                                     |                                    |
| Dolmen du Cailho                         | Prémian                                                                         | autre nom dolmen d'Ichis                                                 |                                                      | 43° 33′ 01″ N, 2° 49′ 49″ E                                                         |                                    |
| Menhir du Col de Folabric                | Prémian                                                                         |                                                                          |                                                      | 43° 33′ 05″ N, 2° 48′ 00″ E                                                         |                                    |
| Dolmen de la Fourille                    | Le Puech                                                                        | autre nom dolmen de Lodevois                                             |                                                      | 43° 40′ 59″ N, 3° 18′ 23″ E                                                         | Dolmen de la Fourille              |
| Statue-menhir du Mas Delon               | Le Puech                                                                        |                                                                          |                                                      |                                                                                     |                                    |
| Dolmen du Bois des Fontanilles           | Puéchabon                                                                       |                                                                          |                                                      | 43° 44′ 10″ N, 3° 36′ 39″ E                                                         |                                    |
| Dolmen de la Carrière de l'Espinasse     | Puéchabon                                                                       |                                                                          |                                                      | 43° 42′ 34″ N, 3° 38′ 07″ E                                                         |                                    |
| Dolmens de Fraysse                       | Puéchabon                                                                       |                                                                          |                                                      | 43° 41′ 54″ N, 3° 37′ 39″ E                                                         |                                    |
| Dolmen du Grand Bois                     | Puéchabon                                                                       |                                                                          |                                                      | 43° 44′ 23″ N, 3° 37′ 55″ E                                                         |                                    |
| Dolmen du Lac de Montcalmes              | Puéchabon                                                                       |                                                                          |                                                      | 43° 43′ 51″ N, 3° 34′ 29″ E                                                         |                                    |
| Dolmen du Lac Neuf                       | Puéchabon                                                                       |                                                                          |                                                      | 43° 43′ 36″ N, 3° 35′ 07″ E                                                         |                                    |
| Dolmen de la Lausa das Sarrasins         | Puéchabon                                                                       |                                                                          | ruiné                                                | 43° 43′ 39″ N, 3° 37′ 58″ E                                                         |                                    |
| Dolmens de la Liquière                   | Puéchabon                                                                       |                                                                          |                                                      | 43° 42′ 09″ N, 3° 37′ 39″ E                                                         |                                    |
| Dolmen du Mas des Roses                  | Puéchabon                                                                       |                                                                          |                                                      | 43° 44′ 13″ N, 3° 37′ 11″ E                                                         |                                    |
| Dolmens de Montcalmès                    | Puéchabon                                                                       |                                                                          |                                                      | 43° 43′ 34″ N, 3° 34′ 46″ E                                                         |                                    |
| Dolmen du Pioch de la Galine             | Puéchabon                                                                       |                                                                          |                                                      | 43° 43′ 47″ N, 3° 36′ 34″ E                                                         |                                    |
| Tumulus de Montcalmès                    | Puéchabon                                                                       |                                                                          |                                                      | 43° 43′ 22″ N, 3° 34′ 37″ E                                                         |                                    |
| Dolmen de Pech Ménel                     | Quarante                                                                        |                                                                          |                                                      | 43° 22′ 04″ N, 2° 59′ 15″ E                                                         |                                    |
| Dolmen des Cabanes                       | Riols                                                                           |                                                                          |                                                      | 43° 32′ 51″ N, 2° 46′ 58″ E                                                         |                                    |
| Dolmen de Caussignac                     | Les Rives                                                                       |                                                                          |                                                      | 43° 52′ 14″ N, 3° 16′ 24″ E                                                         |                                    |
| Menhir de Chourade                       | Les Rives                                                                       |                                                                          |                                                      | 43° 51′ 28″ N, 3° 17′ 01″ E                                                         |                                    |
| Menhir de Combefère                      | Les Rives                                                                       |                                                                          |                                                      | 43° 52′ 42″ N, 3° 16′ 27″ E                                                         |                                    |
| Dolmen de la Bergerie de l'Hortus        | Rouet                                                                           |                                                                          |                                                      | 43° 48′ 06″ N, 3° 48′ 55″ E                                                         |                                    |
| Dolmen des Camps                         | Rouet                                                                           |                                                                          |                                                      | 43° 48′ 27″ N, 3° 49′ 04″ E                                                         |                                    |
| Dolmen de Juoilles                       | Rouet                                                                           |                                                                          |                                                      | 43° 49′ 14″ N, 3° 50′ 38″ E                                                         |                                    |
| Dolmen de la Liquière                    | Rouet                                                                           | autre nom dolmen de la Liquisse                                          |                                                      | 43° 49′ 33″ N, 3° 48′ 55″ E                                                         |                                    |
| Dolmen de Marviel                        | Rouet                                                                           |                                                                          |                                                      | 43° 49′ 29″ N, 3° 48′ 56″ E                                                         |                                    |
| Dolmen du Lamalou                        | Rouet                                                                           |                                                                          | Classé MH (1954)                                     | 43° 49′ 27″ N, 3° 47′ 58″ E                                                         | Dolmen de Lamalou                  |
| Dolmens de la Bergerie de Lamalou        | Rouet                                                                           | 2 dolmens                                                                |                                                      | 43° 49′ 31″ N, 3° 47′ 34″ E                                                         |                                    |
| Dolmens des Feuilles                     | Rouet                                                                           | 3 dolmens                                                                |                                                      | 43° 49′ 07″ N, 3° 49′ 41″ E                                                         |                                    |
| Menhir de Juoilles                       | Rouet                                                                           |                                                                          |                                                      | 43° 49′ 04″ N, 3° 51′ 09″ E                                                         |                                    |
| Tombe des Camps                          | Rouet                                                                           |                                                                          |                                                      | 43° 48′ 31″ N, 3° 48′ 51″ E                                                         |                                    |
| Tumulus de Lamalou                       | Rouet                                                                           |                                                                          |                                                      | 43° 49′ 25″ N, 3° 48′ 03″ E                                                         | Tumulus de Lamalou                 |
| Dolmen de Sainte-Croix                   | Sainte-Croix-de-Quintillargues                                                  |                                                                          |                                                      | 43° 45′ 37″ N, 3° 54′ 35″ E                                                         |                                    |
| Dolmen de la Maline                      | Saint-André-de-Buèges                                                           |                                                                          |                                                      | 43° 51′ 31″ N, 3° 37′ 22″ E                                                         |                                    |
| Dolmen du Mas Alexandre                  | Saint-André-de-Buèges                                                           |                                                                          |                                                      | 43° 51′ 53″ N, 3° 39′ 39″ E                                                         |                                    |
| Menhir de la Coupette                    | Saint-André-de-Buèges                                                           |                                                                          |                                                      | 43° 51′ 18″ N, 3° 37′ 09″ E                                                         |                                    |
| Dolmen de Taurac                         | Saint-Bauzille-de-Putois                                                        |                                                                          |                                                      | 43° 55′ 21″ N, 3° 45′ 32″ E                                                         |                                    |
| Pierre Trouée                            | Saint-Chinian                                                                   |                                                                          |                                                      | 43° 24′ 27″ N, 2° 54′ 41″ E                                                         |                                    |
| Dolmens de la Canourgue                  | Saint-Étienne-de-Gourgas et Soubès                                              | 7 dolmens                                                                |                                                      | 43° 48′ 06″ N, 3° 22′ 13″ E 43° 48′ 09″ N, 3° 22′ 20″ E                             |                                    |
| Dolmens de La Roque                      | Saint-Étienne-de-Gourgas                                                        | 17 dolmens,                                                              |                                                      | 43° 47′ 46″ N, 3° 23′ 16″ E                                                         |                                    |
| Dolmens du Nombril                       | Saint-Étienne-de-Gourgas                                                        | 9 dolmens                                                                |                                                      | 43° 48′ 13″ N, 3° 23′ 48″ E                                                         |                                    |
| Dolmens de Reynal                        | Saint-Étienne-de-Gourgas                                                        | 2 dolmens                                                                |                                                      | 43° 48′ 02″ N, 3° 24′ 03″ E                                                         |                                    |
| Dolmens du Signal de la Roque            | Saint-Étienne-de-Gourgas                                                        | 8 dolmens                                                                |                                                      | 43° 48′ 07″ N, 3° 23′ 39″ E                                                         |                                    |
| Menhirs de la Canourgue                  | Saint-Étienne-de-Gourgas                                                        | 2 menhirs,                                                               |                                                      | 43° 49′ 05″ N, 3° 22′ 45″ E                                                         |                                    |
| Menhirs de La Roque                      | Saint-Étienne-de-Gourgas                                                        | 2 menhirs                                                                |                                                      | 43° 47′ 27″ N, 3° 23′ 28″ E                                                         |                                    |
| Menhir de la Route de Camp Rouch         | Saint-Félix-de-l'Héras                                                          |                                                                          |                                                      |                                                                                     |                                    |
| Menhir du Mas de Paille                  | Saint-Félix-de-l'Héras                                                          |                                                                          | disparu                                              |                                                                                     |                                    |
| Dolmen de Puech Rouquier                 | Saint-Georges-d'Orques                                                          |                                                                          |                                                      | 43° 37′ 36″ N, 3° 45′ 06″ E                                                         |                                    |
| Pierre-Plantée                           | Saint-Gervais-sur-Mare                                                          | menhir                                                                   |                                                      | 43° 37′ 51″ N, 3° 02′ 21″ E                                                         |                                    |
| Dolmen de Rigoule,                       | Saint-Guilhem-le-Désert                                                         |                                                                          |                                                      | 43° 46′ 42″ N, 3° 32′ 03″ E                                                         |                                    |
| Dolmen de Thières                        | Saint-Guilhem-le-Désert                                                         |                                                                          |                                                      | 43° 47′ 17″ N, 3° 33′ 12″ E                                                         |                                    |
| Dolmens du Mas de Tourreau               | Saint-Guilhem-le-Désert                                                         | 3 dolmens,                                                               |                                                      | 43° 45′ 42″ N, 3° 30′ 32″ E                                                         |                                    |
| Menhir de la Baume du Mouton             | Saint-Guilhem-le-Désert                                                         |                                                                          |                                                      | 43° 46′ 24″ N, 3° 31′ 48″ E                                                         |                                    |
| Menhir de la Mare des Lavagnes           | Saint-Guilhem-le-Désert                                                         | christianisé                                                             |                                                      | 43° 46′ 24″ N, 3° 32′ 06″ E                                                         | Menhir de la Mare des Lavagnes     |
| Menhir du Lacam des Lavagnes             | Saint-Guilhem-le-Désert                                                         |                                                                          |                                                      | 43° 46′ 43″ N, 3° 32′ 34″ E                                                         | Menhir du Lacam des Lavagnes       |
| Menhir du Mas d'Agres                    | Saint-Guilhem-le-Désert                                                         |                                                                          |                                                      | 43° 46′ 56″ N, 3° 33′ 58″ E                                                         |                                    |
| Menhir de Pioch Launet                   | Saint-Guilhem-le-Désert                                                         |                                                                          |                                                      | 43° 46′ 56″ N, 3° 31′ 51″ E                                                         |                                    |
| Menhir des Serres                        | Saint-Guilhem-le-Désert                                                         |                                                                          |                                                      | 43° 44′ 47″ N, 3° 30′ 22″ E                                                         |                                    |
| Menhir du Travers des Pioch              | Saint-Guilhem-le-Désert                                                         |                                                                          |                                                      | 43° 46′ 23″ N, 3° 31′ 30″ E                                                         |                                    |
| Menhirs du Mas de Tourreau               | Saint-Guilhem-le-Désert                                                         | 3 menhirs                                                                |                                                      | 43° 45′ 42″ N, 3° 30′ 33″ E                                                         |                                    |
| Menhirs du Pioch de la Boffia            | Saint-Guilhem-le-Désert                                                         | 2 menhirs                                                                |                                                      | 43° 46′ 36″ N, 3° 31′ 19″ E                                                         |                                    |
| Pierre de Lapourdous                     | Saint-Guilhem-le-Désert                                                         |                                                                          |                                                      | 43° 46′ 18″ N, 3° 32′ 47″ E                                                         |                                    |
| Dolmen de la Vigne de Madame             | Saint-Guiraud                                                                   |                                                                          |                                                      | 43° 41′ 20″ N, 3° 27′ 15″ E                                                         |                                    |
| Dolmens de Pioch Narras                  | Saint-Jean-de-Buèges                                                            | 2 dolmens                                                                |                                                      | 43° 49′ 10″ N, 3° 35′ 45″ E                                                         |                                    |
| Tumulus de la Serre des Grottes          | Saint-Jean-de-Cuculles                                                          |                                                                          |                                                      | 43° 45′ 48″ N, 3° 49′ 49″ E                                                         |                                    |
| Dolmen des Isserts,                      | Saint-Jean-de-la-Blaquière                                                      | autre nom dolmen de l'Ayral                                              |                                                      | 43° 42′ 18″ N, 3° 26′ 07″ E                                                         |                                    |
| Peyre Drèche                             | Saint-Jean-de-la-Blaquière                                                      | menhir                                                                   |                                                      | 43° 42′ 29″ N, 3° 26′ 40″ E                                                         |                                    |
| Menhir des Mougères,                     | Saint-Jean-de-la-Blaquière                                                      |                                                                          |                                                      |                                                                                     |                                    |
| Menhir du Plan de l'Om,                  | Saint-Jean-de-la-Blaquière                                                      |                                                                          |                                                      |                                                                                     |                                    |
| Menhir du Travès de l'Agulhe,            | Saint-Jean-de-la-Blaquière                                                      |                                                                          |                                                      |                                                                                     |                                    |
| Dolmen du Gour du Bœuf                   | Saint-Jean-de-Minervois                                                         |                                                                          |                                                      | 43° 23′ 04″ N, 2° 52′ 05″ E                                                         |                                    |
| Dolmen et menhir du Cayla                | Saint-Martin-de-Londres                                                         |                                                                          |                                                      | 43° 48′ 55″ N, 3° 42′ 08″ E                                                         |                                    |
| Dolmen de Conquette                      | Saint-Martin-de-Londres                                                         |                                                                          |                                                      | 43° 47′ 46″ N, 3° 40′ 53″ E                                                         |                                    |
| Dolmens de Montlous                      | Saint-Martin-de-Londres                                                         |                                                                          |                                                      | 43° 47′ 54″ N, 3° 41′ 41″ E                                                         |                                    |
| Dolmens de la Rouvière d'Uglas           | Saint-Martin-de-Londres                                                         |                                                                          |                                                      | 43° 48′ 31″ N, 3° 41′ 25″ E                                                         |                                    |
| Dolmens de Taoula Chiesa                 | Saint-Martin-de-Londres                                                         |                                                                          |                                                      | 43° 47′ 16″ N, 3° 42′ 24″ E                                                         |                                    |
| Dolmens d'Uglas                          | Saint-Martin-de-Londres                                                         |                                                                          |                                                      | 43° 48′ 15″ N, 3° 41′ 14″ E                                                         |                                    |
| Menhir de la Conque                      | Saint-Martin-de-Londres                                                         |                                                                          | ruiné                                                | 43° 47′ 52″ N, 3° 40′ 31″ E                                                         |                                    |
| Menhir d'Uglas                           | Saint-Martin-de-Londres                                                         |                                                                          |                                                      | 43° 48′ 45″ N, 3° 40′ 47″ E                                                         |                                    |
| Tumulus de Conquette                     | Saint-Martin-de-Londres                                                         |                                                                          |                                                      | 43° 47′ 47″ N, 3° 40′ 53″ E                                                         |                                    |
| Statue-menhir du Gravas                  | Saint-Mathieu-de-Tréviers                                                       |                                                                          |                                                      |                                                                                     |                                    |
| Statue-menhir de Montferrand             | Saint-Mathieu-de-Tréviers                                                       |                                                                          | collection de la DRAC Occitanie                      |                                                                                     |                                    |
| Coffre des Besses                        | Saint-Maurice-Navacelles                                                        |                                                                          |                                                      |                                                                                     |                                    |
| Dolmen de Bosgros                        | Saint-Maurice-Navacelles                                                        |                                                                          |                                                      | 43° 49′ 55″ N, 3° 30′ 34″ E                                                         |                                    |
| Dolmen de la Bergerie du Coulet          | Saint-Maurice-Navacelles                                                        |                                                                          |                                                      | 43° 49′ 14″ N, 3° 32′ 49″ E                                                         |                                    |
| Dolmen de la Roubie                      | Saint-Maurice-Navacelles                                                        |                                                                          |                                                      | 43° 47′ 27″ N, 3° 32′ 09″ E                                                         |                                    |
| Dolmen de la Verrerie du Coulet          | Saint-Maurice-Navacelles                                                        |                                                                          |                                                      |                                                                                     |                                    |
| Dolmen des Besses                        | Saint-Maurice-Navacelles                                                        |                                                                          |                                                      | 43° 50′ 35″ N, 3° 28′ 56″ E                                                         |                                    |
| Dolmen des Coucelles                     | Saint-Maurice-Navacelles                                                        |                                                                          |                                                      | 43° 51′ 07″ N, 3° 28′ 56″ E                                                         |                                    |
| Dolmen des Huttes                        | Saint-Maurice-Navacelles                                                        |                                                                          |                                                      |                                                                                     |                                    |
| Dolmen du Dévezas                        | Saint-Maurice-Navacelles                                                        |                                                                          |                                                      | 43° 51′ 09″ N, 3° 31′ 05″ E                                                         |                                    |
| Dolmen du Mas de Gay                     | Saint-Maurice-Navacelles                                                        |                                                                          |                                                      | 43° 49′ 18″ N, 3° 32′ 09″ E                                                         |                                    |
| Dolmen du Serre de Baisse                | Saint-Maurice-Navacelles                                                        |                                                                          |                                                      | 43° 51′ 00″ N, 3° 26′ 02″ E                                                         |                                    |
| Dolmens de la Baume Auriol               | Saint-Maurice-Navacelles                                                        | 2 dolmens                                                                |                                                      | 43° 53′ 00″ N, 3° 30′ 42″ E                                                         |                                    |
| Dolmens de la Jasse Nove                 | Saint-Maurice-Navacelles                                                        | 4 dolmens                                                                |                                                      | 43° 50′ 53″ N, 3° 28′ 25″ E                                                         | Dolmen de la Jasse                 |
| Dolmens de la Prunarède                  | Saint-Maurice-Navacelles                                                        | 4 dolmens,                                                               |                                                      | 43° 52′ 13″ N, 3° 30′ 39″ E                                                         | Dolmen de la Prunarède no 2        |
| Dolmens de Soulagets                     | Saint-Maurice-Navacelles                                                        | 6 dolmens                                                                |                                                      | 43° 50′ 53″ N, 3° 26′ 14″ E                                                         |                                    |
| Dolmens du Rancas                        | Saint-Maurice-Navacelles                                                        | 2 dolmens                                                                |                                                      | 43° 50′ 25″ N, 3° 33′ 06″ E                                                         |                                    |
| Dolmens du Roustidou                     | Saint-Maurice-Navacelles                                                        | 2 dolmens                                                                |                                                      | 43° 49′ 15″ N, 3° 30′ 59″ E                                                         |                                    |
| Dolmens du Viala                         | Saint-Maurice-Navacelles                                                        | 4 dolmens                                                                |                                                      | 43° 51′ 37″ N, 3° 27′ 56″ E                                                         |                                    |
| Menhir de la Barre                       | Saint-Maurice-Navacelles                                                        |                                                                          |                                                      | 43° 49′ 49″ N, 3° 28′ 02″ E                                                         |                                    |
| Menhir de la Cisternette                 | Saint-Maurice-Navacelles                                                        |                                                                          |                                                      | 43° 48′ 31″ N, 3° 31′ 09″ E                                                         | Menhir de la Cisternette           |
| Menhir des Nages                         | Saint-Maurice-Navacelles                                                        |                                                                          |                                                      |                                                                                     |                                    |
| Menhir de Soulagets-l'Escandorgue        | Saint-Maurice-Navacelles                                                        |                                                                          |                                                      | 43° 51′ 35″ N, 3° 26′ 50″ E                                                         |                                    |
| Menhir du Bousquet                       | Saint-Maurice-Navacelles                                                        |                                                                          |                                                      | 43° 52′ 45″ N, 3° 29′ 03″ E                                                         |                                    |
| Menhir du Col des Cazalets               | Saint-Maurice-Navacelles                                                        |                                                                          |                                                      |                                                                                     |                                    |
| Menhir du Plan de Severin-la-Barre       | Saint-Maurice-Navacelles                                                        |                                                                          |                                                      |                                                                                     |                                    |
| Menhir du Pioch Marty                    | Saint-Maurice-Navacelles                                                        |                                                                          |                                                      | 43° 52′ 54″ N, 3° 28′ 42″ E                                                         |                                    |
| Menhir du Rancas                         | Saint-Maurice-Navacelles                                                        |                                                                          |                                                      | 43° 50′ 55″ N, 3° 33′ 32″ E                                                         |                                    |
| Menhir du Viala                          | Saint-Maurice-Navacelles                                                        |                                                                          |                                                      |                                                                                     |                                    |
| Menhirs de la Prunarède                  | Saint-Maurice-Navacelles                                                        | 2 menhirs                                                                |                                                      |                                                                                     |                                    |
| Menhirs de la Plaine du Coulet           | Saint-Maurice-Navacelles                                                        | 2 menhirs                                                                |                                                      | 43° 48′ 37″ N, 3° 29′ 05″ E 43° 48′ 35″ N, 3° 31′ 08″ E                             | Menhir du Coulet no 1              |
| Monuments mégalithiques de la Jasse Nove | Saint-Maurice-Navacelles                                                        | 3 monuments                                                              |                                                      |                                                                                     |                                    |
| Tumulus de San Peyle                     | Saint-Maurice-Navacelles                                                        |                                                                          |                                                      | 43° 50′ 58″ N, 3° 31′ 39″ E                                                         |                                    |
| Dolmen de la Prade                       | Saint-Michel                                                                    |                                                                          |                                                      | 43° 49′ 30″ N, 3° 24′ 49″ E                                                         |                                    |
| Dolmen des Crozes                        | Saint-Michel                                                                    |                                                                          |                                                      | 43° 49′ 16″ N, 3° 25′ 49″ E                                                         |                                    |
| Dolmens de la Vernède                    | Saint-Michel, Saint-Pierre-de-la-Fage, La Vacquerie-et-Saint-Martin-de-Castries | 5 dolmens                                                                |                                                      | 43° 49′ 03″ N, 3° 26′ 18″ E                                                         |                                    |
| Dolmens des Peyrières                    | Saint-Michel                                                                    | 2 dolmens, 1 disparu                                                     |                                                      | 43° 51′ 25″ N, 3° 24′ 30″ E                                                         |                                    |
| Menhir de Cour-Lavagnès                  | Saint-Michel                                                                    | 2 menhirs                                                                |                                                      | 43° 50′ 21″ N, 3° 23′ 20″ E                                                         |                                    |
| Menhir de la Bergerie de l'Hôpital       | Saint-Michel                                                                    |                                                                          |                                                      |                                                                                     |                                    |
| Menhir des Rastelenques                  | Saint-Michel                                                                    |                                                                          |                                                      | 43° 50′ 37″ N, 3° 23′ 44″ E                                                         |                                    |
| Menhirs de la Prade                      | Saint-Michel                                                                    | 9 menhirs                                                                |                                                      | 43° 50′ 00″ N, 3° 24′ 55″ E                                                         |                                    |
| Menhirs de la Vernède                    | Saint-Michel, Saint-Pierre-de-la-Fage, La Vacquerie-et-Saint-Martin-de-Castries | 16 menhirs                                                               |                                                      | 43° 50′ 31″ N, 3° 25′ 21″ E                                                         |                                    |
| Menhirs de Saint-Geniez                  | Saint-Michel                                                                    |                                                                          |                                                      | 43° 51′ 23″ N, 3° 25′ 24″ E                                                         |                                    |
| Menhirs des Barasques                    | Saint-Michel                                                                    | 2 menhirs                                                                |                                                      | 43° 49′ 51″ N, 3° 22′ 33″ E                                                         | Menhir des Barasques no 1          |
| Menhirs des Gamboules                    | Saint-Michel                                                                    | 5 menhirs                                                                |                                                      | 43° 52′ 09″ N, 3° 25′ 35″ E                                                         |                                    |
| Dolmen de la Roquette                    | Saint-Pargoire                                                                  |                                                                          |                                                      | 43° 31′ 45″ N, 3° 32′ 59″ E                                                         | Dolmen de la Rouquette             |
| Dolmen des Bouissières                   | Saint-Pierre-de-la-Fage                                                         |                                                                          |                                                      | 43° 47′ 24″ N, 3° 24′ 26″ E                                                         |                                    |
| Dolmen de Sérène Bouscaillou             | Saint-Pierre-de-la-Fage                                                         |                                                                          |                                                      | 43° 48′ 16″ N, 3° 25′ 40″ E                                                         |                                    |
| Dolmen du Cochon                         | Saint-Pierre-de-la-Fage                                                         |                                                                          |                                                      | 43° 48′ 17″ N, 3° 24′ 56″ E                                                         |                                    |
| Dolmen du Planas                         | Saint-Pierre-de-la-Fage                                                         |                                                                          |                                                      |                                                                                     |                                    |
| Dolmens d'Abelanou                       | Saint-Pierre-de-la-Fage                                                         | 2 dolmens,                                                               |                                                      | 43° 47′ 18″ N, 3° 26′ 18″ E                                                         |                                    |
| Dolmens du Bosc Gamasso                  | Saint-Pierre-de-la-Fage                                                         | 4 dolmens, 1 détruit                                                     |                                                      | 43° 47′ 50″ N, 3° 24′ 48″ E 43° 47′ 50″ N, 3° 24′ 50″ E 43° 47′ 49″ N, 3° 24′ 50″ E |                                    |
| Mégalithes du Mas de Bedos               | Saint-Pierre-de-la-Fage                                                         | 8 dolmens, 1 menhir                                                      |                                                      | 43° 48′ 22″ N, 3° 26′ 29″ E                                                         |                                    |
| Mégalithes du Mas de Merle               | Saint-Pierre-de-la-Fage                                                         | 4 dolmens, 1 menhir, 1 mégalithe indéterminé                             |                                                      |                                                                                     |                                    |
| Menhir de lous Angles                    | Saint-Pierre-de-la-Fage                                                         |                                                                          |                                                      | 43° 47′ 32″ N, 3° 25′ 12″ E                                                         | Menhir d'Angles                    |
| Menhir des Crozes                        | Saint-Pierre-de-la-Fage                                                         |                                                                          |                                                      | 43° 49′ 12″ N, 3° 25′ 58″ E                                                         |                                    |
| Menhir de Mare-Close                     | Saint-Pierre-de-la-Fage                                                         |                                                                          |                                                      | 43° 48′ 58″ N, 3° 25′ 50″ E                                                         |                                    |
| Menhir de Planàs                         | Saint-Pierre-de-la-Fage                                                         |                                                                          |                                                      | 43° 48′ 41″ N, 3° 25′ 41″ E                                                         |                                    |
| Menhir de la Sérène                      | Saint-Pierre-de-la-Fage                                                         |                                                                          |                                                      | 43° 48′ 14″ N, 3° 25′ 57″ E                                                         |                                    |
| Menhirs de la Roque                      | Saint-Pierre-de-la-Fage                                                         | 2 menhirs,                                                               |                                                      |                                                                                     |                                    |
| Dolmen de Cantagals                      | Saint-Privat                                                                    |                                                                          |                                                      | 43° 45′ 34″ N, 3° 26′ 45″ E                                                         |                                    |
| Dolmen de la Bruyère d'Usclas            | Saint-Privat                                                                    |                                                                          |                                                      | 43° 44′ 15″ N, 3° 23′ 05″ E                                                         | Dolmen de la Bruyère d'Usclas      |
| Dolmen du Bois de Marou                  | Saint-Privat                                                                    |                                                                          | restauré                                             | 43° 44′ 15″ N, 3° 24′ 08″ E                                                         |                                    |
| Dolmens de Pioch Redon                   | Saint-Privat                                                                    |                                                                          |                                                      | 43° 46′ 02″ N, 3° 26′ 25″ E                                                         |                                    |
| Dolmens du Belvédère                     | Saint-Privat                                                                    | 2 dolmens autre nom Dolmen de Grandmont (no 2)                           | Classé MH (1914, Dolmen n°1)                         | 43° 43′ 59″ N, 3° 22′ 30″ E 43° 43′ 57″ N, 3° 22′ 31″ E                             | Dolmen du Belvédère no 1           |
| Menhir de Grandmont                      | Saint-Privat                                                                    |                                                                          |                                                      | 43° 43′ 56″ N, 3° 22′ 16″ E                                                         | Menhir de Grandmont                |
| Menhir du Devois de la Trivalle          | Saint-Privat                                                                    |                                                                          |                                                      | 43° 45′ 33″ N, 3° 28′ 39″ E                                                         |                                    |
| Dolmen de Roquecombarde                  | Saint-Saturnin-de-Lucian                                                        |                                                                          |                                                      | 43° 41′ 59″ N, 3° 27′ 43″ E                                                         |                                    |
| Dolmen du Débès                          | Saint-Vincent-d'Olargues                                                        |                                                                          |                                                      | 43° 34′ 15″ N, 2° 53′ 11″ E                                                         |                                    |
| Dolmen du Ròc-des-Gòrbs                  | Saint-Vincent-d'Olargues                                                        |                                                                          |                                                      | 43° 34′ 07″ N, 2° 53′ 19″ E                                                         |                                    |
| Statue-menhir de la Mourre               | Saint-Thibéry                                                                   |                                                                          | conservée au Musée agathois Jules-Baudou             |                                                                                     |                                    |
| Menhir de Goursolles                     | La Salvetat-sur-Agout                                                           |                                                                          |                                                      | 43° 36′ 24″ N, 2° 42′ 47″ E                                                         |                                    |
| Statue-menhir de Cacavel                 | La Salvetat-sur-Agout                                                           |                                                                          |                                                      | 43° 35′ 41″ N, 2° 43′ 28″ E                                                         |                                    |
| Statue-menhir de Couffignet              | La Salvetat-sur-Agout                                                           |                                                                          | conservée au musée de Saint-Pons-de-Thomières        |                                                                                     |                                    |
| Statues-menhirs de la Gruasse            | La Salvetat-sur-Agout                                                           | 2 statues-menhirs                                                        |                                                      |                                                                                     |                                    |
| Statue-menhir des Vidals de la Raviège   | La Salvetat-sur-Agout                                                           |                                                                          |                                                      |                                                                                     |                                    |
| Statue-menhir de Redoundet               | La Salvetat-sur-Agout                                                           | autre nom statue-menhir de Gieussels                                     |                                                      | 43° 35′ 36″ N, 2° 39′ 47″ E                                                         | Statue-menhir de Gieussels         |
| Statue-menhir de Rieumajou               | La Salvetat-sur-Agout                                                           |                                                                          |                                                      |                                                                                     |                                    |
| Statue-menhir des Vidals de la Raviège   | La Salvetat-sur-Agout                                                           |                                                                          | collection de la DRAC Occitanie                      |                                                                                     |                                    |
| Dolmen du Mas de Vedel                   | Sauteyrargues                                                                   |                                                                          |                                                      | 43° 50′ 58″ N, 3° 55′ 18″ E                                                         | Dolmen du Mas de Vedel             |
| Dolmen de Castel Bouqui Est              | Siran                                                                           |                                                                          |                                                      | 43° 21′ 21″ N, 2° 39′ 26″ E                                                         |                                    |
| Dolmen de Peyro Rousso                   | Siran                                                                           |                                                                          |                                                      | 43° 21′ 05″ N, 2° 38′ 52″ E                                                         |                                    |
| Dolmens de Fournes                       | Siran                                                                           | 2 dolmens                                                                |                                                      | 43° 20′ 58″ N, 2° 40′ 47″ E                                                         |                                    |
| Dolmens de la Forêt                      | Siran                                                                           |                                                                          |                                                      | 43° 21′ 32″ N, 2° 40′ 23″ E                                                         |                                    |
| Dolmens de Lauriole                      | Siran                                                                           | 3 dolmens                                                                |                                                      | 43° 20′ 59″ N, 2° 39′ 46″ E                                                         |                                    |
| Dolmens de Mousse                        | Siran                                                                           | 4 dolmens                                                                |                                                      | 43° 20′ 46″ N, 2° 39′ 21″ E                                                         |                                    |
| Menhir de Fournès                        | Siran                                                                           |                                                                          |                                                      | 43° 20′ 50″ N, 2° 40′ 53″ E                                                         |                                    |
| Dolmen de Grosfalit                      | Sorbs                                                                           |                                                                          |                                                      | 43° 53′ 04″ N, 3° 24′ 02″ E                                                         |                                    |
| Dolmens de la Boissonnade                | Sorbs                                                                           | 1 dolmen, 1 coffre                                                       |                                                      |                                                                                     |                                    |
| Dolmens de Latude                        | Sorbs                                                                           | 6 dolmens                                                                |                                                      | 43° 52′ 52″ N, 3° 25′ 24″ E                                                         |                                    |
| Dolmens et menhir des Buissières         | Sorbs                                                                           | 5 dolmens, 1 menhir                                                      |                                                      | 43° 52′ 38″ N, 3° 23′ 31″ E                                                         |                                    |
| Dolmens et menhir des Buissières         | Sorbs                                                                           | 5 dolmens, 1 menhir                                                      | 43° 52′ 36″ N, 3° 23′ 27″ E                          |                                                                                     |                                    |
| Menhirs du col de Mérigou                | Sorbs                                                                           |                                                                          |                                                      | 43° 53′ 22″ N, 3° 26′ 10″ E                                                         |                                    |
| Menhirs de Latude                        | Sorbs                                                                           | 8 menhirs                                                                |                                                      | 43° 52′ 48″ N, 3° 24′ 56″ E                                                         |                                    |
| Menhirs du Pas de Pertus                 | Sorbs, Saint-Michel ,Vissec                                                     | 5 menhirs                                                                |                                                      |                                                                                     |                                    |
| Dolmens des Coutelles                    | Soubès                                                                          | 2 dolmens                                                                |                                                      | 43° 47′ 00″ N, 3° 20′ 53″ E                                                         |                                    |
| Dolmens et menhirs de Molenty            | Soubès                                                                          | 2 dolmens, 2 menhirs                                                     |                                                      | 43° 47′ 17″ N, 3° 22′ 24″ E                                                         |                                    |
| Dolmen de Coste-Rouge                    | Soumont                                                                         |                                                                          | Classé MH (1900)                                     | 43° 43′ 57″ N, 3° 22′ 02″ E                                                         | Dolmen de Coste-Rouge              |
| Cercle de Saint-Martin d'Azirou          | La Vacquerie-et-Saint-Martin-de-Castries                                        |                                                                          |                                                      |                                                                                     |                                    |
| Cercle du Mas de Figuières               | La Vacquerie-et-Saint-Martin-de-Castries                                        |                                                                          |                                                      |                                                                                     |                                    |
| Coffre du Mas de Figuières               | La Vacquerie-et-Saint-Martin-de-Castries                                        |                                                                          |                                                      |                                                                                     |                                    |
| Dolmen de la Bergerie d'Azirou           | La Vacquerie-et-Saint-Martin-de-Castries                                        |                                                                          | ruiné                                                | 43° 45′ 47″ N, 3° 29′ 29″ E                                                         |                                    |
| Dolmen de la Jasse de Canaguier          | La Vacquerie-et-Saint-Martin-de-Castries                                        |                                                                          |                                                      | 43° 48′ 49″ N, 3° 26′ 54″ E                                                         |                                    |
| Dolmen de la Trivale                     | La Vacquerie-et-Saint-Martin-de-Castries                                        |                                                                          |                                                      |                                                                                     |                                    |
| Dolmen de Puech Agut                     | La Vacquerie-et-Saint-Martin-de-Castries                                        |                                                                          |                                                      |                                                                                     |                                    |
| Dolmen des Rocquets                      | La Vacquerie-et-Saint-Martin-de-Castries                                        |                                                                          |                                                      | 43° 47′ 43″ N, 3° 27′ 01″ E                                                         |                                    |
| Dolmen de Saint-Martin-d'Azirou          | La Vacquerie-et-Saint-Martin-de-Castries                                        |                                                                          |                                                      | 43° 46′ 59″ N, 3° 31′ 01″ E                                                         |                                    |
| Dolmen du Camp del Roube                 | La Vacquerie-et-Saint-Martin-de-Castries                                        |                                                                          |                                                      | 43° 46′ 53″ N, 3° 28′ 28″ E                                                         |                                    |
| Dolmens de Costa-Caouda                  | La Vacquerie-et-Saint-Martin-de-Castries                                        | 4 dolmens                                                                |                                                      | 43° 48′ 59″ N, 3° 27′ 23″ E                                                         | Dolmens de Costa-Caouda            |
| Dolmens de Ferrussac                     | La Vacquerie-et-Saint-Martin-de-Castries                                        | 5 dolmens                                                                |                                                      | 43° 47′ 25″ N, 3° 29′ 02″ E 43° 47′ 19″ N, 3° 28′ 52″ E                             |                                    |
| Dolmens de la Cisternette                | La Vacquerie-et-Saint-Martin-de-Castries                                        | 2 dolmens                                                                |                                                      | 43° 47′ 57″ N, 3° 31′ 15″ E                                                         |                                    |
| Dolmens de Montsaloux                    | La Vacquerie-et-Saint-Martin-de-Castries                                        |                                                                          |                                                      | 43° 49′ 01″ N, 3° 26′ 25″ E                                                         |                                    |
| Dolmens du Mas de Figuières              | La Vacquerie-et-Saint-Martin-de-Castries                                        | 2 dolmens                                                                |                                                      | 43° 49′ 34″ N, 3° 28′ 00″ E                                                         |                                    |
| Dolmens du Mas de Jourdes                | La Vacquerie-et-Saint-Martin-de-Castries                                        | 5 dolmens                                                                |                                                      | 43° 49′ 00″ N, 3° 27′ 35″ E                                                         |                                    |
| Menhir de la Jasse du Canaguier          | La Vacquerie-et-Saint-Martin-de-Castries                                        |                                                                          |                                                      |                                                                                     |                                    |
| Menhir du Brouillard                     | La Vacquerie-et-Saint-Martin-de-Castries                                        |                                                                          | disparu                                              |                                                                                     |                                    |
| Menhir de la Levade                      | La Vacquerie-et-Saint-Martin-de-Castries                                        |                                                                          |                                                      | 43° 48′ 26″ N, 3° 30′ 42″ E                                                         | Menhir de la Levade                |
| Menhir de Saint-Martin                   | La Vacquerie-et-Saint-Martin-de-Castries                                        |                                                                          |                                                      |                                                                                     |                                    |
| Menhirs de Ferrussac                     | La Vacquerie-et-Saint-Martin-de-Castries                                        | 4 menhirs                                                                |                                                      | 43° 47′ 27″ N, 3° 29′ 04″ E                                                         |                                    |
| Monument du Mas de Jourdes               | La Vacquerie-et-Saint-Martin-de-Castries                                        |                                                                          |                                                      |                                                                                     |                                    |
| Pierre de la grotte de Maurous           | La Vacquerie-et-Saint-Martin-de-Castries                                        |                                                                          |                                                      | 43° 47′ 46″ N, 3° 27′ 58″ E                                                         |                                    |
| Dolmens de Lacoste                       | Vailhauquès                                                                     | 3 dolmens                                                                |                                                      | 43° 40′ 11″ N, 3° 42′ 28″ E                                                         |                                    |
| Dolmen de Lauze Couverte                 | Vailhauquès                                                                     |                                                                          |                                                      | 43° 40′ 11″ N, 3° 42′ 32″ E                                                         |                                    |
| Dolmens du Mas Reynard                   | Vailhauquès                                                                     | 3 dolmens                                                                |                                                      | 43° 41′ 00″ N, 3° 43′ 01″ E 43° 41′ 01″ N, 3° 43′ 06″ E 43° 40′ 51″ N, 3° 43′ 05″ E |                                    |
| Pierre des Clapisses                     | Valmascle                                                                       | menhir                                                                   |                                                      | 43° 36′ 14″ N, 3° 17′ 35″ E                                                         |                                    |
| Menhirs du Roc de Saint-Bauzille         | Verreries-de-Moussans                                                           | 2 menhirs,                                                               |                                                      |                                                                                     |                                    |
| Dolmen de Mougno                         | Villeneuvette                                                                   |                                                                          |                                                      | 43° 36′ 14″ N, 3° 22′ 35″ E                                                         |                                    |
| Dolmen de Camparlan,                     | Villespassans                                                                   |                                                                          |                                                      | 43° 22′ 15″ N, 2° 54′ 19″ E                                                         |                                    |
| Dolmen de Cap del Moundo                 | Villespassans                                                                   |                                                                          |                                                      |                                                                                     |                                    |
| Dolmen de Lauze Couverte                 | Villespassans                                                                   | autres noms dolmen de Gragnos, dolmen de la Linquière                    |                                                      | 43° 23′ 39″ N, 2° 56′ 51″ E                                                         |                                    |
| Dolmen de Cantegal                       | Villeveyrac                                                                     |                                                                          |                                                      | 43° 31′ 25″ N, 3° 34′ 20″ E                                                         |                                    |
| Dolmen de Cambous                        | Viols-en-Laval                                                                  |                                                                          |                                                      | 43° 45′ 16″ N, 3° 43′ 44″ E                                                         | Dolmen de Cambous                  |
| Dolmens de Peyres Canes                  | Viols-en-Laval                                                                  |                                                                          |                                                      | 43° 44′ 37″ N, 3° 43′ 18″ E                                                         |                                    |
| Statue-menhir de Cambous                 | Viols-en-Laval                                                                  |                                                                          | Inscrit MH (2015)                                    | conservée à la Maison des Consuls aux Matelles.                                     |                                    |
| Tombes de Trumauquiés                    | Viols-en-Laval                                                                  | 3 tombes                                                                 |                                                      | 43° 45′ 23″ N, 3° 42′ 45″ E                                                         |                                    |
| Dolmen des Avinens                       | Viols-le-Fort                                                                   |                                                                          |                                                      | 43° 43′ 40″ N, 3° 41′ 34″ E                                                         |                                    |
| Dolmen des Carrières                     | Viols-le-Fort                                                                   | autre nom dolmen de Soulas,                                              |                                                      | 43° 44′ 22″ N, 3° 41′ 56″ E                                                         |                                    |
| Dolmen du Col de Maupas                  | Viols-le-Fort                                                                   |                                                                          |                                                      | 43° 45′ 26″ N, 3° 42′ 24″ E                                                         | Dolmen du Col de Maupas            |
| Dolmen du Devois de Rambion              | Viols-le-Fort                                                                   |                                                                          |                                                      | 43° 44′ 21″ N, 3° 42′ 49″ E                                                         |                                    |
| Dolmen de la Draille                     | Viols-le-Fort                                                                   |                                                                          |                                                      | 43° 45′ 19″ N, 3° 42′ 24″ E                                                         | Dolmen de la Draille               |
| Dolmen des Matelettes                    | Viols-le-Fort                                                                   |                                                                          |                                                      | 43° 43′ 30″ N, 3° 40′ 33″ E                                                         | Dolmen des Matelettes              |
| Dolmen de Maupas                         | Viols-le-Fort                                                                   |                                                                          |                                                      | 43° 45′ 23″ N, 3° 42′ 21″ E                                                         |                                    |
| Dolmen du Pouzet                         | Viols-le-Fort                                                                   |                                                                          |                                                      | 43° 44′ 52″ N, 3° 40′ 35″ E                                                         |                                    |
| Menhir couché des Matelettes             | Viols-le-Fort                                                                   |                                                                          |                                                      | 43° 43′ 42″ N, 3° 40′ 33″ E                                                         | Menhir couché des Matelettes       |
| Statue-menhir de Cassillac,              | Viols-le-Fort                                                                   |                                                                          |                                                      | conservée à la Maison des Consuls aux Matelles.                                     |                                    |
| Statue-menhir du Truc de Marty,          | Viols-le-Fort                                                                   |                                                                          |                                                      | conservée à la société archéologique de Montpellier.                                |                                    |
| Tombes de Cazarils                       | Viols-le-Fort                                                                   | 3 tombes                                                                 |                                                      | 43° 45′ 21″ N, 3° 42′ 29″ E 43° 45′ 19″ N, 3° 42′ 28″ E                             | Tombe de Cazarils no 1             |